# Дрангово (Кирджалійська область)
Дра́нгово (болг. Дрангово) — село в Кирджалійській області Болгарії. Входить до складу общини Кирково.

## Населення
За даними перепису населення 2011 року у селі проживали 1104 особи.
Національний склад населення села:
| Національність   | Кількість осіб | Відсоток |
| ---------------- | -------------- | -------- |
| болгари          | 1025           | 98,5%    |
| турки            | 9              | 0,9%     |
| цигани           | 0              | 0%       |
| Всього відповіли | 1041           |          |

Розподіл населення за віком у 2011 році:
Динаміка населення: